# 源義忠
源 義忠（みなもと の よしただ）は、平安時代後期の武将。清和源氏の中の河内源氏四代目棟梁。源義家の死後河内源氏の家督を相続、伊勢平氏と和合して勢力の維持を図ったが、郎党に殺害された。

## 生涯

### 家督継承以前
河内源氏3代目棟梁・源義家の四男として香呂峰の館で誕生。異母兄に「悪対馬守」といわれた源義親、同母兄弟に「荒加賀入道」といわれた源義国がいる。
後世に編纂された『尊卑分脈』などの諸系図には義忠が河内守であったことや従五位下、右兵衛権佐であったことが記されているが、同時代に書かれた公卿や貴族たちの日記ではそのことは確認できない。義忠の官位について確認できるのは、康和5年（1103年）12月26日に帯刀長（帯刀先生）に在任していたこと、嘉承2年（1107年）10月22日の坊官除目において帯刀から左衛門尉に任じられた（位階は正六位上）こと、天仁2年（1109年）2月に殺害されたときに検非違使であったことである。
近年まで、義忠は兄弟の義親・義国の2人が謀反や乱暴などの理由で朝廷から討伐されたり流罪に処されていた為、義家の死後に急遽家督を継いだとされてきた。しかし近年の研究の結果、義忠が義家の後継者に選ばれた時期は今までの説より早いという説が有力になってきている。義忠が上国の河内守であるのに、今まで家督に最も近いのに謀反を起こしたとされていた義親は下国の対馬守でしかなく、義国は後年、加賀介になるが、それでも河内守に比較すると遥かに下位の官職である。このことからして、義家が早い時期から義忠を河内守として河内源氏の本拠地たる河内の長官になる運動をしていたと考えると、義忠後継が早い時期に決まっていたものとされる。

### 家督継承
嘉承元年（1106年）に父義家が死去すると、義忠が後を継ぐ。嘉承2年（1107年）には隠岐国に配流されていた義忠の兄義親が出雲国で叛乱を起こす。朝廷は12月に因幡守の平正盛を追討使に任じ、正盛は翌嘉承3年（1108年）1月にわずか1か月で義親を討ち取っている。
義忠は若年ながら河内源氏の屋台骨を支えるべく、僧兵の京への乱入を防ぐなど活動する。また義親追討の前か後かは不明だが、四男の義忠が義家の後を継いだことに対する義親に仕えた郎党や姻戚関係のある者からの不満や反発を抑えるために、平正盛の娘を妻とし、また正盛の嫡男の烏帽子親となって「忠」の一字を与え「平忠盛」と名乗らせるなど、伊勢平氏と親密な関係を築くことによって自身の立場を強化している。一方で、自らが嫡男となった時から義親の四男の為義を自らの後継者に擬することによって義親派の反発を緩和するなど、硬軟両様の手段を取っている。

### 暗殺
『殿暦』『百錬抄』『十三代要略』によると、天仁2年（1109年）2月3日夜、義忠は郎党に斬りつけられ、2日後に死亡した（源義忠暗殺事件）。7日には美濃源氏の源重実が容疑者として左大臣源俊房の邸内で検非違使に逮捕され、翌8日には重実の郎党の引き渡しをめぐって自殺者が出る騒ぎとなっている。
16日になると義家の弟義綱の三男義明と、その乳母夫で滝口武者である藤原季方に嫌疑がかかる。検非違使の源重時（重実の弟）が追捕に向かい、義明と季方は殺害されている。なお、元木泰雄は義忠殺害の嫌疑が重実から義明に移ったと解釈しているが、佐々木紀一は『殿暦』に義明が共犯とあることから真犯人は前日に追捕された重実だとしている。
義明・季方の死に憤慨した義綱は子息らと共に東国へ向けて出奔し、近江国に入る。17日、朝廷は美濃源氏の出羽守源光国と義忠の甥（弟とする説もある）の為義を追捕に向かわせた。また同日夜に重時は義明追捕の際の不手際から処分されている。18日には義綱が近江で出家したとの報せが入り、25日には近江国甲賀郡の大岡寺で義綱は為義に降伏。29日に義綱は勝手に出京した罪で佐渡国へ流罪となった。

### 死後
義家・義親・義忠・義綱と有力者を次々失い、義忠の死後は為義が河内源氏の棟梁となったが、失態を繰り返し京における河内源氏の勢力は失墜していった。その他の河内源氏は源義光・源義国・源義時・源義隆を残すだけとなった。義国は事件を起こし関東の地で蟄居の身であり、また関東で常陸から勢力を広げる叔父義光と合戦に及ぶなど、義光との仲は険悪であった（義忠と義国は連合して叔父義光に対抗していたとする説もある）。そのため、河内源氏の勢力は関東でも徐々に衰え始める。義時は義忠から河内国の石川庄を与えられていたがその勢力は小さく、義隆は無位無官で少年でもあった。

## 系譜
- 長男：源経国（河内源太経国）　源義国の家人、源義朝の側近として保元の乱に参陣。河内氏。
  - 経国の長男：稲沢盛経（稲沢氏祖）
  - 経国の次男：蓮俊（長等山園城寺僧都）
- 次男：源義高（従四位下左兵衛権佐兵庫助）
  - 義高の長男：従五位上河内守源義成
    - 義成の長男：伊予権介左衛門尉源義俊
- 三男：源忠宗（飯富源太忠宗）　上総国望陀郡に飯富庄を設立。
  - 忠宗の長男：源季遠か？
    - 忠宗の孫：飯富季貞（通称：源大夫判官。平家の侍大将。満快流、甲斐源氏説など諸説あり。飯富虎昌は子孫という。飯富氏祖）
- 四男：源義清（従五位下左京権大夫）
  - 義清の長男：因幡介左衛門尉源義久
    - 義久の長男：従五位下宮内少輔源義高
- 五男：源義雄

## 年表
- 永保3年（1083年） - 義忠誕生。後三年の役が勃発。
- 寛治元年（1087年） - 後三年の役が終結。
- 寛治5年（1091年） - 義家と義綱が郎党同士の争いから合戦寸前に至る。義家への荘園寄進を停止。
- 寛治6年（1092年） - 義家の荘園設立を禁止。
- 承徳2年（1098年） - 義家、院御所への昇殿を許される。
- 康和3年（1101年） - 義親、乱暴狼藉を働き、召還される。
- 康和4年（1102年） - 義親、隠岐国に流される。
- 康和5年（1103年） - 義忠、帯刀長に在任[7]。
- 嘉承元年（1106年） - 義国と義光が常陸国で合戦し、両名に捕縛命令が出る。義家は出家し、その後死去。義忠が後を継ぐ。
- 嘉承2年（1107年） - 義親が出雲国で挙兵。平正盛に義親追討の命令が下る。義忠、帯刀から左衛門尉に任官（このとき位階は正六位上）[9]。義忠、検非違使兼務。
- 天仁元年（1108年） - 義親が正盛に討たれ、叛乱が鎮圧される（源義親の乱）。
- 天仁2年（1109年） - 義忠が郎党に暗殺される。